# Campeonato Mundial de Esgrima de 2025
El LXXXIV Campeonato Mundial de Esgrima se celebró en Tiflis (Georgia) entre el 22 y el 30 de julio de 2025 bajo la organización de la Federación Internacional de Esgrima (FIE) y la Federación Georgiana de Esgrima.
Las competiciones se realizaron en el Palacio Olímpico de la capital georgiana.

## Calendario
El programa de competiciones fue el siguiente:
| ● | Clasificación |  | Finales |

| Julio de 2025       | Julio de 2025       | Mar 22 | Mié 23 | Jue 24 | Vie 25 | Sab 26 | Dom 27 | Lun 28 | Mar 29 | Mie 30 | Total |
| ------------------- | ------------------- | ------ | ------ | ------ | ------ | ------ | ------ | ------ | ------ | ------ | ----- |
| Florete individual  | Florete individual  | M      | M      | F      | F      |        |        |        |        |        | 2     |
| Espada individual   | Espada individual   | F      | F      |        |        | M      | M      |        |        |        | 2     |
| Sable individual    | Sable individual    |        |        | M      | M      | F      | F      |        |        |        | 2     |
| Florete por equipos | Florete por equipos |        |        |        | M      | M      | F      | F      |        |        | 2     |
| Espada por equipos  | Espada por equipos  |        |        |        | F      | F      |        |        | M      | M      | 2     |
| Sable por equipos   | Sable por equipos   |        |        |        |        |        | M      | M      | F      | F      | 2     |
| Finales por día     | Finales por día     | 0      | 2      | 0      | 2      | 2      | 2      | 2      | 0      | 2      | 12    |

## Medallistas

### Masculino
| Evento                      | Oro                                                                               | Plata                                                                           | Bronce                                                                                  |
| --------------------------- | --------------------------------------------------------------------------------- | ------------------------------------------------------------------------------- | --------------------------------------------------------------------------------------- |
| Florete individual (23.07)  | Choi Chun Yin Hong Kong                                                           | Kiril Borodachov · AIN                                                          | Gergő Szemes · Hungría · Maxime Pauty · Francia                                         |
| Florete por equipos (26.07) | Guillaume Bianchi · Filippo Macchi · Tommaso Marini · Alessio Foconi (R) · Italia | Nick Itkin Alexander Massialas Gerek Meinhardt Bryce Louie (R) Estados Unidos   | Dániel Dósa · Gergő Szemes · Gergely Tóth · Andor Mihályi (R) · Hungría                 |
| Espada individual (27.07)   | Koki Kano Japón                                                                   | Gergely Siklósi · Hungría                                                       | Masaru Yamada · Japón · Nikita Koshman · Ucrania                                        |
| Espada por equipos (30.07)  | Koki Kano Akira Komata Masaru Yamada Seiya Asami (R) Japón                        | Tibor Andrásfi · Máté Koch · Gergely Siklósi · Zsombor Keszthelyi (R) · Hungría | Ruslan Kurbanov · Kiril Projodov · Vadim Sharlaimov · Elmir Alimzhanov (R) · Kazajistán |
| Sable individual (25.07)    | Sandro Bazadze Georgia                                                            | Jean-Philippe Patrice Francia                                                   | Ahmed Hesham · Egipto · Luca Curatoli · Italia                                          |
| Sable por equipos (28.07)   | Luca Curatoli · Michele Gallo · Matteo Neri · Pietro Torre (R) · Italia           | Csanád Gémesi · Krisztián Rabb · Áron Szilágyi · Nikolász Iliász (R) · Hungría  | Vlad Covaliu · Radu Nițu · Răzvan Ursachi · George Dragomir (R) · Rumania               |

### Femenino
| Evento                      | Oro                                                                                       | Plata                                                                                         | Bronce                                                                        |
| --------------------------- | ----------------------------------------------------------------------------------------- | --------------------------------------------------------------------------------------------- | ----------------------------------------------------------------------------- |
| Florete individual (25.07)  | Lee Kiefer Estados Unidos                                                                 | Pauline Ranvier Francia                                                                       | Anna Cristino · Italia · Martina Favaretto · Italia                           |
| Florete por equipos (28.07) | Emily Jing Lee Kiefer Jaelyn Liu Lauren Scruggs (R) Estados Unidos                        | Anita Blaze Eva Lacheray Morgane Patru Pauline Ranvier (R) Francia                            | Anna Cristino · Arianna Errigo · Martina Favaretto · Alice Volpi (R) · Italia |
| Espada individual (23.07)   | Vlada Jarkova · Ucrania                                                                   | Katrina Lehis Estonia                                                                         | Irina Embrich Estonia Song Se-Ra Corea del Sur                                |
| Espada por equipos (26.07)  | Marie-Florence Candassamy Alexandra Louis-Marie Éloïse Vanryssel Lauren Rembi (R) Francia | Yana Bekmurzova · Aizanat Murtazayeva · Kristina Yasinskaya · Milen Bavuge Jabimana (R) · AIN | Kim Hyang-Eun Lim Tae-Hee Song Se-Ra Lee Hye-In (R) Corea del Sur             |
| Sable individual (27.07)    | Yana Yegorian · AIN                                                                       | Zuzanna Cieślar · Polonia                                                                     | Pan Qimiao · China · Alina Komashchuk · Ucrania                               |
| Sable por equipos (30.07)   | Sara Balzer Sarah Noutcha Toscane Tori Faustine Clapier (R) Francia                       | Choi Se-Bin Jeon Ha-Young Kim Jeong-Mi Seo Ji-Yeon (R) Corea del Sur                          | Katinka Battai · Liza Pusztai · Luca Szűcs · Renáta Katona (R) · Hungría      |

## Medallero
| Núm. | País           | Oro | Plata | Bronce | Total |
| ---- | -------------- | --- | ----- | ------ | ----- |
| 1    | Francia        | 2   | 3     | 1      | 6     |
| 2    | Estados Unidos | 2   | 1     | 0      | 3     |
| 3    | Italia         | 2   | 0     | 4      | 6     |
| 4    | Japón          | 2   | 0     | 1      | 3     |
| 5    | AIN            | 1   | 2     | 0      | 3     |
| 6    | Ucrania        | 1   | 0     | 2      | 3     |
| 7    | Georgia        | 1   | 0     | 0      | 1     |
| 7    | Hong Kong      | 1   | 0     | 0      | 1     |
| 9    | Hungría        | 0   | 3     | 3      | 6     |
| 10   | Corea del Sur  | 0   | 1     | 2      | 3     |
| 11   | Estonia        | 0   | 1     | 1      | 2     |
| 12   | Polonia        | 0   | 1     | 0      | 1     |
| 13   | China          | 0   | 0     | 1      | 1     |
| 13   | Egipto         | 0   | 0     | 1      | 1     |
| 13   | Kazajistán     | 0   | 0     | 1      | 1     |
| 13   | Rumania        | 0   | 0     | 1      | 1     |
|      | TOTAL          | 12  | 12    | 18     | 42    |

1. 1 2 3 4  Los deportistas de Rusia compitieron bajo las siglas AIN (Individual Neutral Athletes).